# Renfroe's Christmas
Renfroe's Christmas è un film del 1997, diretto da Charles B. Pierce. Basato sull'omonimo libro per bambini scritto da Robert J. Burch, segna il ritorno alla regia di Pierce dopo L'uomo delle grandi pianure (Hawken's Breed), uscito nel 1987.

## Trama
Ambientata negli anni Trenta, la pellicola racconta la storia di Renfroe Madison, un ragazzino che cresce in una fattoria nella Louisiana, che, per avere un bel Natale, deve compiere un atto altruistico per esaudire il suo desiderio.